# 大石崇徳
大石 崇徳（おおいし むねのり、1972年11月19日 - ）は、日本の経営者。
株式会社エアトリ（証券コード：6191）の取締役会長・グループ創業者。

## 略歴
明治大学法学部在学中の1995年に旅行会社を起業。その後、明治大学を中退。
2007年に株式会社旅キャピタルを共同創業し、取締役会長に就任。
2023年、一般社団法人東京ニュービジネス協議会副会長に就任。
2024年、株式会社エアトリ CXO サロンを設立。
明治大学法学部在学中の1995年に株式会社エアトリ（証券コード：6191）の前身となる旅行会社を起業。
明治大学中退後、2007年にオンラインによる旅行会社として株式会社旅キャピタルを共同創業し、取締役会長に就任。2023年、一般社団法人東京ニュービジネス協議会副会長に就任。
2024年、株式会社エアトリ CXO サロンを設立。